# Terryville, Connecticut
Terryville är en ort (CDP) i Litchfield County, i delstaten Connecticut, USA. Enligt United States Census Bureau har orten en folkmängd på 5 387 invånare (2010) och en landarea på 7,1 km².